# Тюрюмин, Александр Михайлович
Алекса́ндр Миха́йлович Тюрю́мин (18 февраля 1928 — 7 ноября 2019, Москва) — Герой Советского Союза (1976), заслуженный лётчик-испытатель СССР (1974), мастер спорта СССР международного класса (1983).

## Биография
Родился 18 февраля 1928 года в селе Чанчур в Качугском районе Иркутского округа в Сибирском крае РСФСР. С 1935 года жил в Нижнеангарске Бурятской АССР. Там в 1946 году окончил среднюю школу и поступил в Иркутское художественном училище; затем поступил в Бугурусланское лётное училище гражданской авиации, которое окончил в 1948 году.
Работал в Казахском управлении гражданской авиации, затем с 1952 года в Московском управлении гражданской авиации во Внуково. Был вторым пилотом самолёта Ил-12, затем до 1959 года лётчиком на международных авиалиниях.
В 1960 году окончил Школу лётчиков-испытателей, после чего работал в Государственном научно-исследовательском институте гражданской авиации лётчиком-испытателем. Участвовал в государственных испытаниях самолёта Ил-18.
В 1962—1986 годах — лётчик-испытатель Опытно-конструкторского бюро С. В. Ильюшина. В качестве второго пилота поднял в небо и провёл испытания второго экземпляра пассажирского самолёта Ил-62 (первый полёт — 24 апреля 1964 года), пассажирского самолёта Ил-62М (первый полёт — 14 мая 1968 года), опытного пассажирского самолёта Ил-62М с двигателями Д-30 (первый полёт — 5 марта 1969 года) и самолёта дальнего радиолокационного обнаружения А-50 (первый полёт — 19 декабря 1978 года). В качестве командира экипажа 5 мая 1973 года выполнил первый полёт на первом серийном Ил-76 Ташкентского авиационного завода. В 1963—1966 годах провёл испытания противолодочного самолёта Ил-38, в 1965—1966 годах — испытания системы «Полоса» на самолёте Ил-18. Участвовал в испытаниях пассажирского самолёта Ил-86.
В 1970-х годах провёл испытания по отработке десантирования людей и грузов с самолёта Ил-76. 19 июня 1978 года выполнил первое парашютное десантирование четырёх грузов на платформах методом «цуг». В 1981 году провёл сложнейшие испытания по отработке беспарашютного десантирования грузов с самолёта Ил-76. 11 февраля 1981 года выполнил первое беспарашютное десантирование моногруза с предельно малой высоты, а 23 августа 1981 года — первое беспарашютное десантирование БМД-1 с предельно малой высоты.
Установил 43 мировых авиационных рекорда (из них 22 — вторым пилотом): в 1975 году — 25 рекордов грузоподъёмности и скорости на самолёте Ил-76, в 1981 году — 18 рекордов скорости на самолёте Ил-86.
25 февраля 1965 года при испытаниях второго экземпляра пассажирского самолёта Ил-62 на аэродроме в Жуковском произошла катастрофа. После взлёта самолёт упал на землю и загорелся. Второму пилоту А. М. Тюрюмину удалось спастись, 10 других членов экипажа погибли.
Жил в посёлке Внуково (в черте Москвы).

## Награды и звания
- Герой Советского Союза (29.03.1976);
- орден Ленина (29.03.1976);
- орден Красного Знамени (2.10.1969);
- орден Красной Звезды (22.07.1966);
- орден «Знак Почёта» (31.07.1961);
- медали;
- Заслуженный лётчик-испытатель СССР (28.08.1974);
- мастер спорта СССР международного класса (1983).

## Память
- В Чанчуре открыт Дом-музей А. М. Тюрюмина, в котором хранятся личные вещи и фотографии прославленного пилота[2].